# Valentín (nombre)
Valentín es un nombre propio masculino en su adaptación en español que significa "valiente, fuerte, sano". Deriva del nombre latín Valentinus, y es popular por San Valentín. Generalmente es utilizado en Rusia, Ucrania, Escandinavia, Francia, Italia y otros países europeos. Valentín es también utilizado como apellido en países de habla alemana y española. Su variante femenina es Valentina.

## Variantes en otros idiomas
- Inglés: Valentine.
- Español: Valentín.
- Portugués: Valentim.
- Italiano: Valentino.
- Francés: Valentin.
- Catalán: Valentí.
- Latín: Valentinus.